# Catedral de Nuestra Señora de los Milagros (Kallianpur)
La catedral de Nuestra Señora de los Milagros o simplemente catedral de Kallianpur (originalmente en portugués: Igreja Nossa Senhora do Milagres; También conocida simplemente como «Iglesia de Nuestra Señora de los Milagros», es una catedral católica situada en Kallianpur en el distrito de Udupi, Karnataka en el país asiático de la India. Pertenece a la diócesis de Udupi.
La Iglesia de los Milagros fue establecida originalmente en 1680, como resultado de un tratado entre Rani Chennamma de Bednur y los portugueses, y reconstruida en su forma actual en 1881. La Iglesia fue ascendida al estatus catedral por el papa Benedicto XVI en 2012, dando un impulso a los católicos locales.
La iglesia fue terminada por los portugueses en 1678, y dedicada a la Virgen María en su advocación de Nuestra Señora de los Milagros. La tierra en la cual la iglesia fue construida fue donada a los cristianos locales por Rani Chennammaji y Somashekara Nayaka I. 